# Estación Hinojo
Hinojo es una estación ferroviaria, ubicada en el Partido de Olavarría, en la Provincia de Buenos Aires.

## Servicios
Por sus vías corren trenes de carga de la empresa Ferrosur Roca.

## Galería

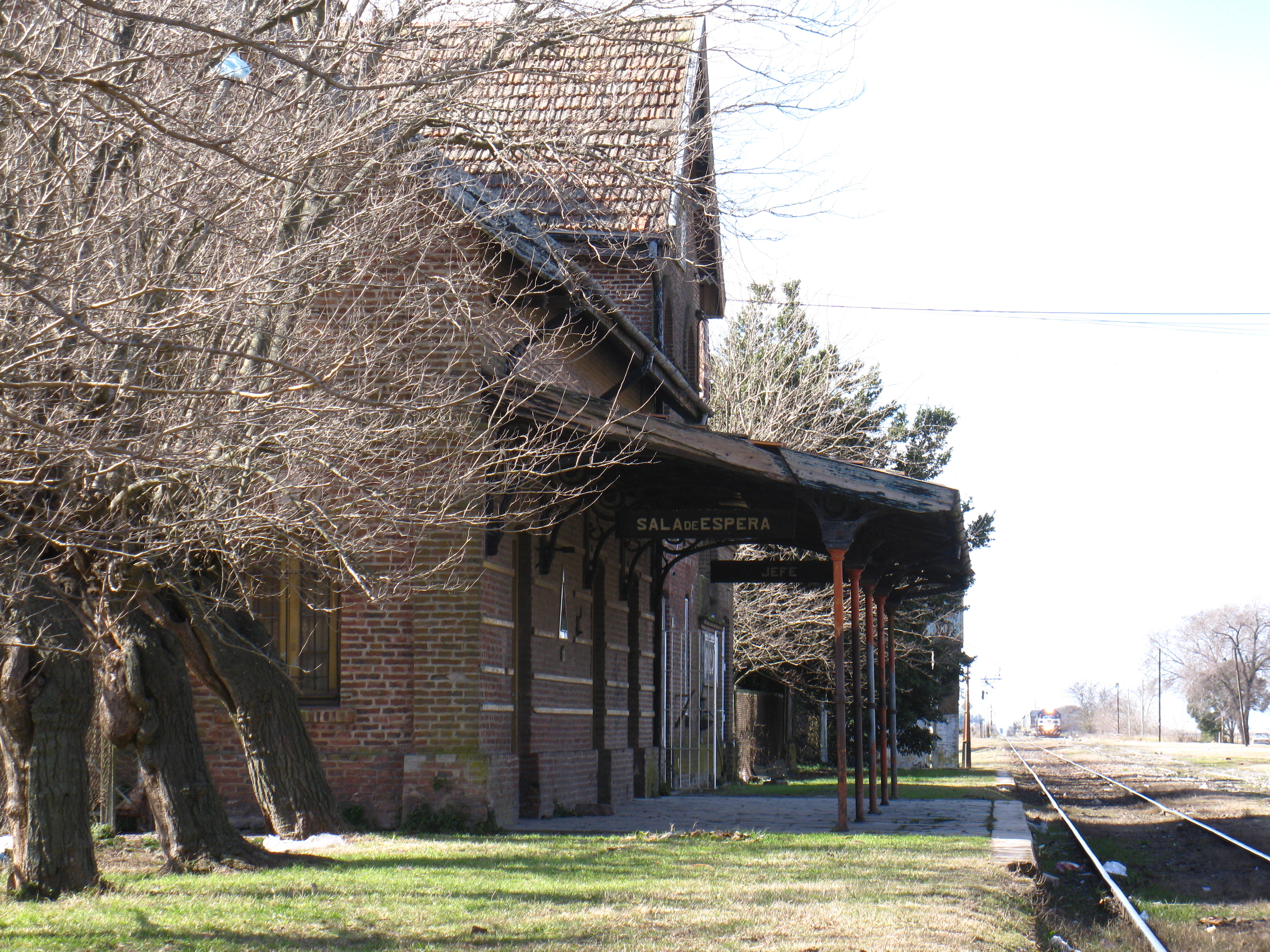
Estación Hinojo